# Euxestoxenus fenicolus
Euxestoxenus fenicolus is een keversoort uit de familie dwerghoutkevers (Cerylonidae). De wetenschappelijke naam van de soort werd in 1968 gepubliceerd door Hans John.